# Turmalina

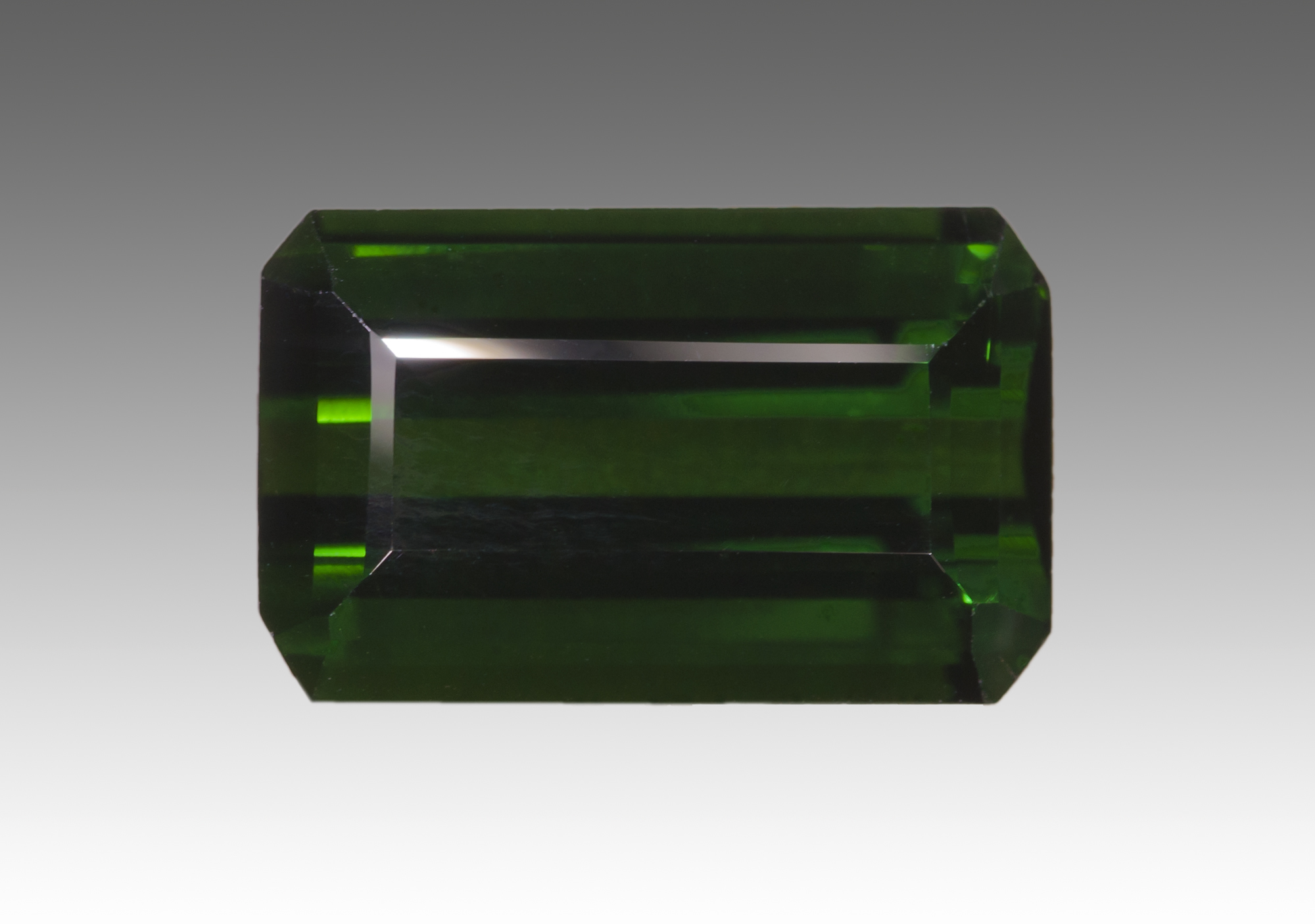
Turmalina lapidada

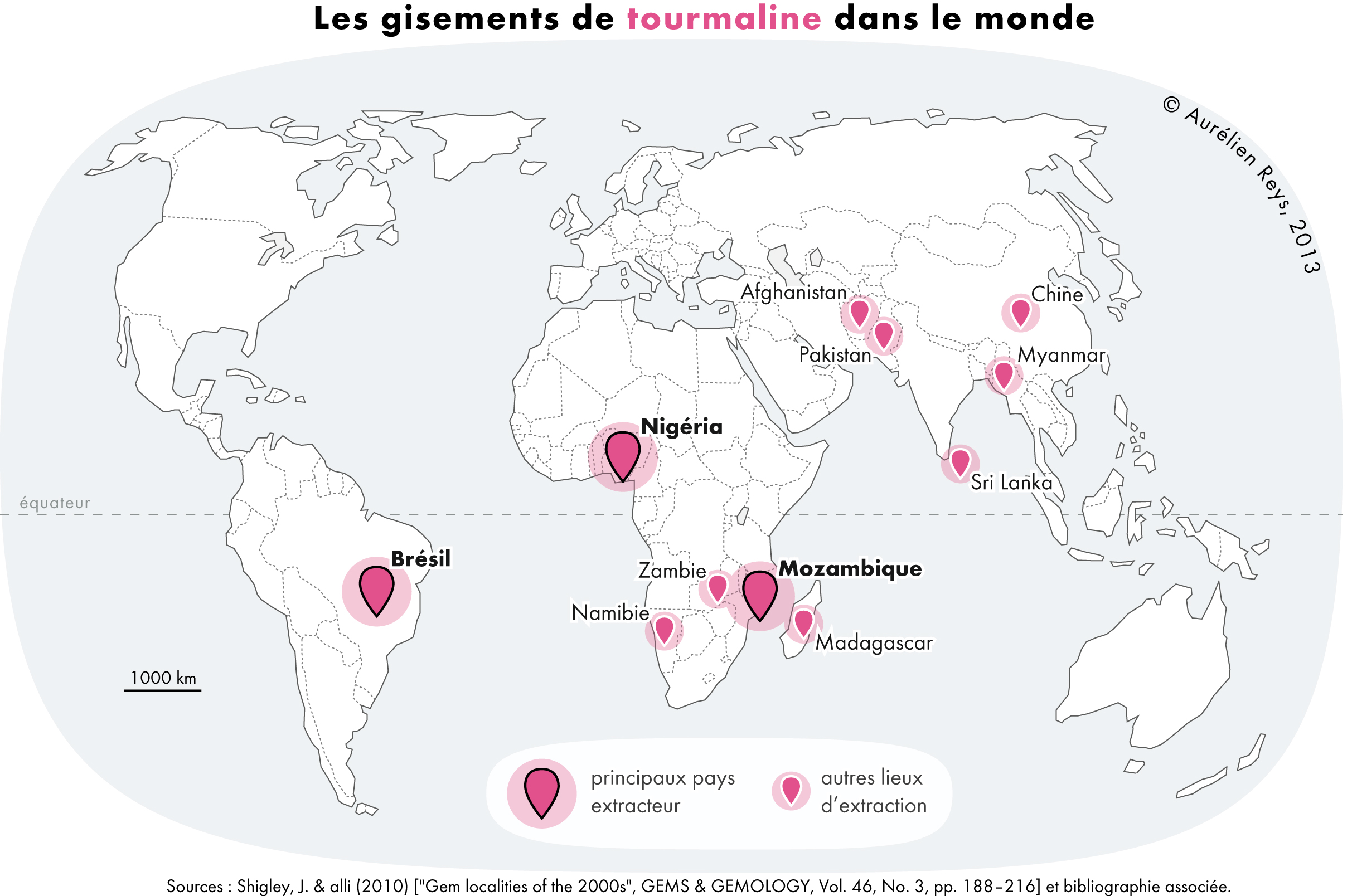
Mapa dos principais países produtores no mundo

Os minerais do grupo da turmalina constituem um dos mais complexos grupos de silicato quanto à sua composição química, sendo todos eles ciclossilicatos. 
A composição química da turmalina  Na(Mg,Fe,Li,Mn,Al)3Al6(BO3)3Si6.O18(OH,F)4 .Trata-se de um grupo de silicatos de boro e alumínio, cuja composição é muito variável devido às substituições isomórficas (em solução sólida) que podem ocorrer na sua estrutura. Os elementos que mais comumente participam nestas substituições são o ferro, o magnésio, o sódio, o cálcio e o lítio existindo outros elementos que podem também ocorrer. A palavra turmalina é uma corruptela da palavra turamali do cingalês para pedra que atrai a cinza (uma referência às suas propriedades piroeléctricas).

## Etimologia
De acordo com Madras Tamil Lexicon o nome vem do cingalês palavra "thoramalli" (තෝරමල්ලි) ou "tōra- molli",que é aplicado a um grupo de gemas encontradas no Sri Lanka. Segundo a mesma fonte, o Tamil "tuvara-malli" (துவரைமல்லி) e "toramalli" também são derivados da palavra raiz cingalesa. Esta etimologia também é dada em outros dicionários padrão, incluindo o Oxford English Dictionary.

## Características principais

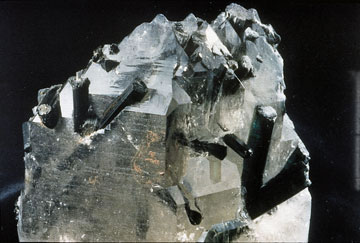
Turmalina (schorl sobre quartzo)

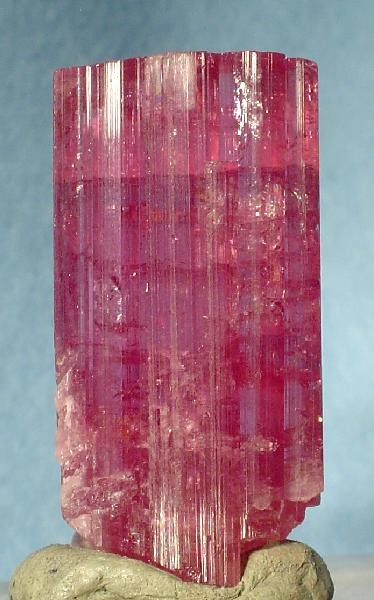
Turmalina rosa

A turmalina não possui clivagem. Seu hábito é prismático. A sua fractura é subconcoidal a regular. Tem dureza 7-7.5 e o seu peso específico é de 2.9-3.2, a densidade é mais elevada nas espécies portadoras de ferro.  É transparente a opaca com lustre vítreo, por vezes resinoso em espécimes escuros.
A turmalina cristaliza no sistema trigonal e apresenta-se geralmente sob a forma de cristais de longos e delgados a prismáticos e colunares grossos geralmente com secção triangular. É interessante notar que as terminações dos cristais são assimétricas (hemimorfismo). 
Os cristais prismáticos delgados são comuns num granito de grão fino chamado aplito frequentemente formando um padrão radial. A turmalina é distinguida pelos seus prismas de três faces; nenhum outro mineral comum apresenta três faces. Os prismas têm frequentemente estriações verticais bem marcadas que ajudam a identificá-los. A turmalina é raramente euédrica. Uma exceção eram as dravites de Yinnietharra, Austrália ocidental. O depósito foi descoberto nos anos 70, mas encontra-se já esgotado. Em Minas Gerais, encontram-se cristais euédricos.
A turmalina apresenta uma grande variedade de cores. Geralmente as ricas em ferro vão desde o preto ou preto-azulado ao castanho escuro; aquelas ricas em magnésio são castanhas a  amarelas e as turmalinas ricas em lítio apresentam-se praticamente em todas as cores azul, verde, vermelho, amarelo  ou cor-de-rosa etc. Muito raramente são incolores. Os cristais bicoloridos e multicoloridos são relativamente comuns, refletindo variações da composição do fluido durante a cristalização. Os cristais podem ser verdes numa extremidade e cor-de-rosa na outra ou verdes no exterior com interior cor-de-rosa (este último tipo é por vezes chamado turmalina melancia).
A variedade mais comum de turmalina é a schorl ou schorlita, descrita pela primeira vez por Johannes Mathesius em 1524. Estima-se que possa corresponder a 95% ou mais de toda a turmalina existente na natureza. O significado da palavra schorl é um mistério tratando-se talvez de uma palavra de origem escandinava.
Gemas de turmalina vivamente coloridas, provenientes de Sri Lanka, foram trazidas para a Europa em grandes quantidades pela Companhia Holandesa das Índias Ocidentais, para satisfazer a sua procura como objeto de curiosidade e como gema. Nessa altura, não se sabia que schorlita e turmalina eram o mesmo mineral.

## Modo de Ocorrência
A turmalina é encontrada em dois tipos principais de ambientes geológicos. Rochas ígneas, em particular o granito e pegmatitos graníticos e nas rochas metamórficas como o xisto e o mármore. A schorlita e as turmalinas ricas em lítio são geralmente encontradas em granitos e pegmatitos graníticos. As turmalinas ricas em magnésio (dravites), estão limitadas aos xistos e aos mármores. Além disso, a turmalina é um mineral resistente e pode ser encontrada em quantidades menores na forma de grãos em areias, arenitos e conglomerados.

## Piezoelectricidade
Todos os cristais hemimórficos são piezoeléctricos e frequentemente também piroeléctricos. Quando aquecidos, os cristais da turmalina tornam-se carregados eletricamente - positivamente numa extremidade e negativamente na outra, tal como uma bateria.  Devido a este efeito os cristais de turmalina em colecções podem apresentar uma camada de pó pouco recomendável quando exibidos sob luzes que produzam muito calor. As propriedades eléctricas pouco comuns da turmalina tornaram-na famosa no século XVIII.

## Usos e aplicações

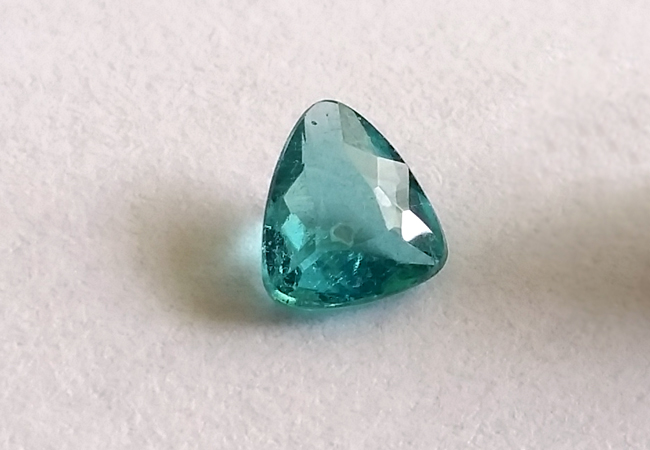
Turmalina Paraíba brasileira, a variedade mais rara e cara de todas

A turmalina é usada em joalharia, em manômetros e alguns tipos de microfones. Nas joias, a indicolita (azul) é das mais caras seguida pela verdelita (verde) e pela rubelita (cor-de-rosa ou vermelha). Ironicamente, a variedade mais rara, a acroíta (incolor), não é apreciada sendo a menos cara das turmalinas transparentes.
Em 1989, foi descoberta em São José da Batalha, Paraíba (Brasil) a turmalina Paraíba, com uma cor verde ou verde-azulada bem diferente das conhecidas, e que é hoje a variedade mais cara de todas.

## Outros nomes dados às turmalinas (em função da cor)
- Subgrupo da dravita:
  - Castanho - dravita (do distrito de Drave de Caríntia)
- Subgrupo da schorl:
  - Preto - schorl
- Subgrupo da elbaíta (em referência à ilha de Elba, Itália)
  - Rosa ou de cor-de-rosa - rubelita (de rubi)
  - Azul escuro - indicolita (de indigo)
  - Azul da luz - safira brasileira
  - Verde - verdelite ou esmeralda brasileira
  - Incolor - acroíta (do grego para "incolor")

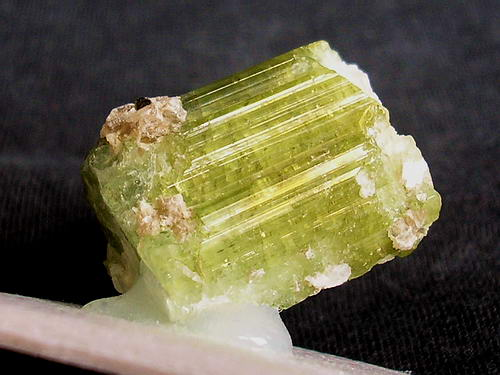
Verdelite (Brasil)
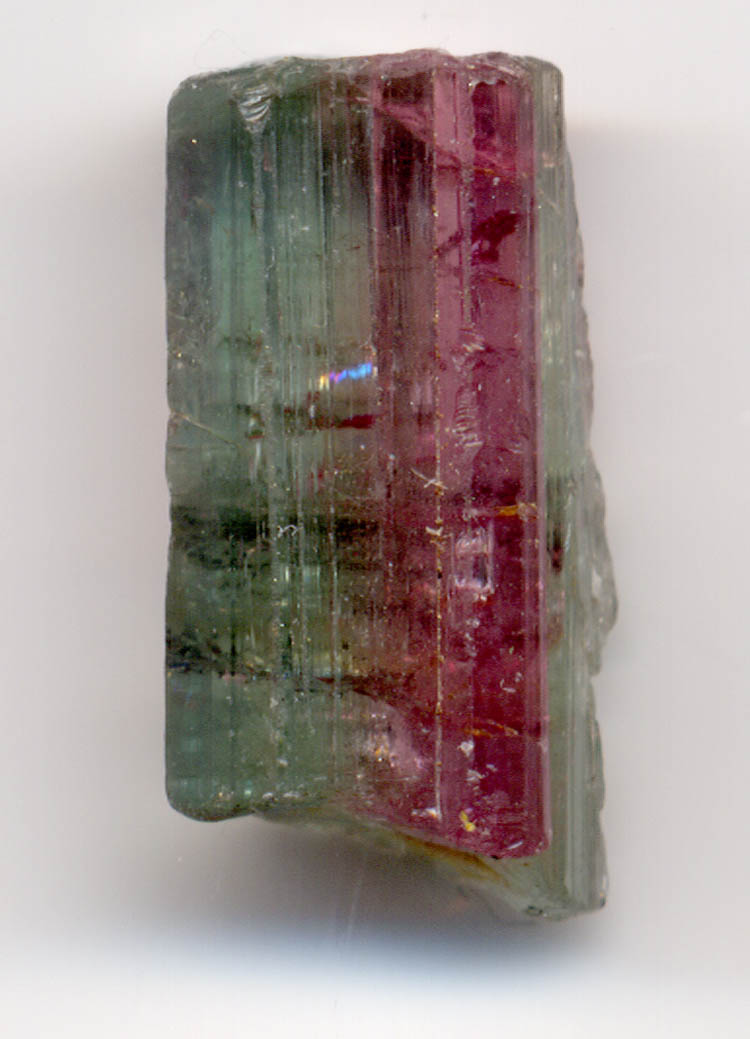
Elbaíte bicolor
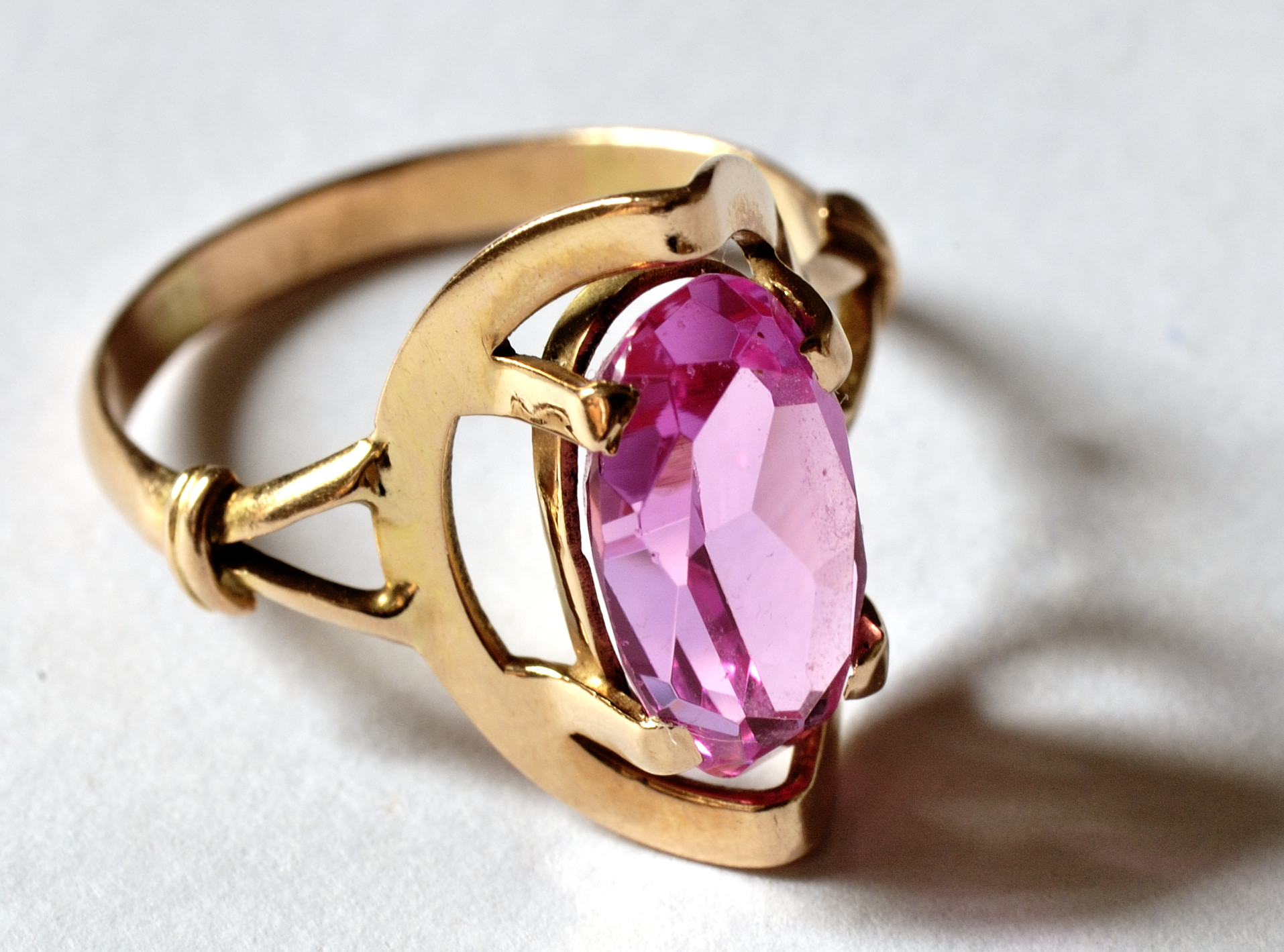
Anel de rubelita

## Minerais do grupo da turmalina
- Elbaíta - Na(Li1.5,Al1.5Al6Si6O18(BO3)3(OH)4
- Schorl - NaFe2+3Al6Si6O18(BO3)3(OH)4
- Dravita - NaMg3Al6Si6O18(BO3)3(OH)4
- Cromodravita - NaMg3Cr6Si6O18(BO3)3(OH)4
- Olenita - NaAl3Al6Si6O18(BO3)3O3OH
- Buergerita - NaFe3+3Al6Si6O18(BO3)3O3F
- Povondraíte - NaFe3+3(Fe3+4Mg2Si6O18(BO3)3(OH)3O
- Vanadiodravita - NaMg3V6Si6O18(BO3)3(OH)4
- Liddicoatita - Ca(Li2Al)Al6Si6O18(BO3)3(OH)3F
- Uvita - CaMg3(MgAl5Si6O18(BO3)3(OH)3F
- Feruvita - CaFe2+3(MgAl5Si6O18(BO3)3(OH)4
- Rossmanita - (LiAl2)Al6Si6O18(BO3)3(OH)4
- Foitita - (Fe2+2Al)Al6Si6O18(BO3)3(OH)4
- Magnesiofoitita - (Mg2Al)Al6Si6O18(BO3)3(OH)4